# Portretul contelui-duce de Olivares (Ermitaj)
Portretul contelui-duce de Olivares este o pictură realizată în ulei pe pânză de către artistul spaniol Diego Velázquez, finalizat în 1635. Este aflat acum în Muzeul Ermitaj din Sankt Petersburg.
Pictura îl prezintă pe Gaspar de Guzmán, contele-duce de Olivares, prim-ministru al Spaniei în timpul domniei lui Filip al IV-lea. Este prezentat bustul pe un fundal neutru, chipul apărând obosit și umflat, marcat de vârstă față de precedentul tablou, mai cunoscut portret ecvestru al Ducelui de Olivares, realizat de asemenea, de Velázquez. Olivares poartă o îmbrăcăminte simplă neagră, cu un guler alb.